# Peter Stuyvesant Series 1976
La stagione 1976 della Peter Stuyvesant Series fu la prima, e di fatto l'unica della serie, riservata a vetture di Formula 5000; iniziò il 4 gennaio e terminò il 25 gennaio, dopo 4 gare. Fu vinta dal pilota neozelandese Ken Smith su una Lola T330-Chevrolet. La serie fu erede della Formula Tasman, che si corse fino all'anno precedente, basandosi sulle gare neozelandesi del campionato.
Dalla stagione seguente la serie impiegò vetture di Formula Pacific.

## La pre-stagione

### Calendario
Le gare valide per il campionato restano otto.
| Gara | Nome                    | Circuito                   | Giri | Lunghezza          | Data       |
| ---- | ----------------------- | -------------------------- | ---- | ------------------ | ---------- |
| 1    | Levin International     | Circuito di Levin          | 58   | 58x2,816=163,33 km | 4 gennaio  |
| 2    | Manfeild International  | Manfeild Autocourse        | 50   | 50x3,025=151,27 km | 11 gennaio |
| 3    | Lady Wigram Trophy      | Circuito di Wigram         | 44   | 44x3,43=150,9 km   | 18 gennaio |
| 4    | Teretonga International | Circuito di Teretonga Park | 62   | 62x2,575=159,65 km | 25 gennaio |

- Tutte le gare sono disputate in Nuova Zelanda.

## Piloti e team
| Team                     | Telaio                     | Nr. | Pilota          | Gare  |
| ------------------------ | -------------------------- | --- | --------------- | ----- |
| Fred Opert Racing        | Chevron B29-BMW            | 1   | Brian Redman    | Tutte |
| Sharp Calculators        | Lola T400-Chevrolet        | 2   | Paul Bernasconi | Tutte |
| Sharp Calculators        | Lola T400-Chevrolet        | 6   | Max Stewart     | Tutte |
|                          | Elfin MR5-Repco Holden     | 4   | John Edmonds    | Tutte |
|                          | Lola T400-Chevrolet        | 5   | Kevin Bartlett  | Tutte |
| Ansett Airlines          | Elfin MR6-Repco Holden     | 9   | John McCormack  | 1     |
| Michigan Matich Ltd.     | Matich Michigan -Chevrolet | 10  | Robbie Booth    | 1-3   |
| La Valise Travel         | Lola T330-Chevrolet        | 11  | Ken Smith       | Tutte |
| Roberston Racing         | Elfin MR5-Repco Holden     | 12  | Baron Robertson | Tutte |
| Wix Filters              | Lola T332-Chevrolet        | 14  | Graeme Lawrence | Tutte |
| Trans World Airlines     | Brabham BT29-Fiat          | 16  | Peter Hughes    | 1-2   |
|                          | Begg FM4-Chevrolet         | 17  | Gary Love       | Tutte |
| Henderson Central Motors | March 722-Mazda            | 18  | Frank Radisich  | 2     |
| Begg & Allen Ltd.        | Begg -Chevrolet            | 19  | Jim Murdoch     | Tutte |
| Calgher Motor Racing     | McLaren M4A-Cosworth       | 20  | Ross Calgher    | 1-2   |
|                          | Surtees TS9B-Chevrolet     | 25  | Neil Doyle      | 2     |
| Hobby & Toyland Racing   | Lola T332-Chevrolet        | 62  | Bruce Allison   | Tutte |
| Automotive Maintenance   | Begg FM5-Chevrolet         | 67  | Graham Baker    | Tutte |

## Risultati e classifiche

### Gare
| Gara | Circuito  | Tempo     | Velocità    | Pole Position   | GPV             | Vincitore       | Vettura        |
| ---- | --------- | --------- | ----------- | --------------- | --------------- | --------------- | -------------- |
| 1    | Levin     | 1h01'42"5 | 158,82 km/h | Graeme Lawrence | Graeme Lawrence | Ken Smith       | Lola-Chevrolet |
| 2    | Manfeild  | 1h00'26"4 | 150,17 km/h | Graeme Lawrence | Graeme Lawrence | Max Stewart     | Lola-Chevrolet |
| 3    | Wigram    | 51'53"9   | 174,49 km/h | Ken Smith       | Ken Smith       | Ken Smith       | Lola-Chevrolet |
| 4    | Teretonga | 56'56"6   | 168,23 km/h | Graeme Lawrence | Graeme Lawrence | Graeme Lawrence | Lola-Chevrolet |

### Classifica piloti
Al vincitore vanno 9 punti, 6 al secondo, 4 al terzo, 3 al quarto, 2 al quinto e 1 al sesto. Non vi sono scarti.
| Punti | 9 | 6 | 4 | 3 | 2 | 1 |

| Pos | Pilota          | LEV | MAN | LWT | TER | Pts   |
| --- | --------------- | --- | --- | --- | --- | ----- |
| 1   | Ken Smith       | 1   | 9   | 1   | 2   | 24    |
| 2   | Bruce Allison   | 2   | 3   | 4   | 4   | 16    |
| 3   | Jim Murdoch     | 5   | NP  | 2   | 5   | 10    |
| 4   | Graeme Lawrence | Rit | 8   | NP  | 1   | 9     |
| =   | Max Stewart     | Rit | 1   | Rit | Rit | 9     |
| 6   | Brian Redman    | 4   | 2   | Rit | Rit | 9     |
| 7   | Kevin Bartlett  | 3   | 6   | Rit | 3   | 9     |
| 8   | Paul Bernasconi | 6   | 4   | 3   | NC  | 8     |
| 9   | John Edmonds    | 9   | Rit | 5   | 6   | 3     |
| =   | Graham Baker    | NA  | 5   | Rit | NA  | 2     |
| 11  | Baron Robertson | 7   | 7   | 6   | 7   | 1     |
| 12  | Gary Love       | NA  | NQ  | 7   | NQ  | 0     |
| 13  | John McCormack  | 8   |     |     |     | 0     |
| 14  | Robbie Booth    | 10  | 10  | NA  |     | 0     |
| 15  | Ross Calgher    | NQ  | 11  |     |     | 0     |
| =   | Frank Radisich  |     | NP  |     |     | -     |
| =   | Neil Doyle      |     |     | NP  |     | -     |
| =   | Peter Hughes    | NQ  | NA  |     |     | -     |
| Pos | Pilota          | LEV | MAN | LWT | TER | Punti |

| Colore  | Risultati                                                         |
| ------- | ----------------------------------------------------------------- |
| Oro     | Vincitore                                                         |
| Argento | 2º posto                                                          |
| Bronzo  | 3º posto                                                          |
| Verde   | Finita, a punti                                                   |
| Blu     | Finita, senza punti Finita, non classificato (NC)                 |
| Viola   | Non finita (Rit)                                                  |
| Rosso   | Non qualificato (NQ) Non pre-qualificato (NPQ)                    |
| Nero    | Squalificato (SQ)                                                 |
| Bianco  | Non partito (NP)                                                  |
| Celeste | Disputa solo le prove (SP)                                        |
| Celeste | Iscritto alle prove libere - Terzo pilota (TP) - dal 2003 al 2006 |
| Vuoto   | Non prende parte alle prove (NPR)                                 |
| Vuoto   | Iscritto ma non presente, non arrivato (NA)                       |
| Vuoto   | Ritirato prima dell'evento (WD)                                   |
| Vuoto   | Infortunato (INF)                                                 |
| Vuoto   | Escluso (ES)                                                      |
| Vuoto   | Gara cancellata (C)                                               |